# Utamaro
Kitagawa Utamaro (japansk: 喜多川 歌麿, født cirka 1753, død 31. oktober 1806) var en japansk kunstner. Han er en af de mest kendte og værdsatte repræsentanter for ukiyo-e-træsnit og -malerier, og han er især kendt for sine bijin-ga okubi-e ("billeder af smukke kvinder med store hoveder") fra 1790'erne. Han skabte også naturhistoriske studier, blandt andet illustrerede bøger med insekter.
Der kendes ikke meget til Utamaros livsforløb. Tilsyneladende begyndte han at udtrykke sig kunstnerisk i 1770'erne, og i begyndelsen af 1790'erne fik han sit gennembrud med sine portrætter af smukke kvinder med overdrevne, langtrukne træk. Der kendes over 2000 tryk fra hans hånd, og han var en de ganske få ukiyo-e-kunstnere, der blev berømt over hele Japan. I 1804 blev han arresteret og lagt i lænker i halvtreds dage for at lave ulovlige tryk af den militære rigsforstander fra 1500-tallet, Toyotomi Hideyoshi. Utamaro døde to år senere.
I midten af 1800-tallet blev Utamaros værker kendt i Europa, hvor de blev meget populære, ikke mindst i Frankrig. Hans billeder påvirkede blandt andet impressionisterne, især hans brug af udsnit af et motiv samt hans markante brug af lys og skygge, hvilket de efterlignede i deres egne værker. Når der om disse kunstnere nævnes "japansk påvirkning", er det oftest Utamaros værker, der hentydes til.

## Billeder
- Ase o fuku onna (Kvinde tørrer sved væk), 1798
- Takashima Ohisa bruger to spejle til at kontrollere sin frisure om natten ved Asakusa-festivalen, træstik, cirka 1795
- Hideyoshi og hans fem hustruer ser på kirsebærblomsterne ved Higashiyama, 1802-04
- Mary Cassatt: Hårpleje, koldnålsradering og akvatinte, 1890-1891. Cassatt var en af de impressionister, hvor påvirkningen fra Utamaro er tydelig (se også Barnets bad).[1]